# Sonia Fritz
Sonia Fritz Macías (Ciudad de México, 26 de noviembre de 1953) es una realizadora mexicana que radica en Puerto Rico. Aborda en sus obras la cuestión del género, la identidad, historia y cultura en Puerto Rico y la migración.

## Trayectoria
Sonia Fritz estudió la licenciatura en Ciencias de la Comunicación en la Universidad Nacional Autónoma de México, y se tituló con la tesis Filmación de un documental sobre la Unión de Mujeres Yalaltecas en Oaxaca. Durante su estancia en la UNAM, Fritz cursó la materia de Taller de guion cinematográfico que impartía Manuel Michel, quien más tarde la invitó a trabajar en un proyecto de filmación. En ese momento Fritz ya se dedicaba al periodismo, profesión que ejercía en medios comerciales y a nivel comunitario en Tepito, pero cuando estuvo en el trabajo de filmación decidió dedicarse al cine. Tras esa experiencia trabajó en el Centro de Producción de Cortometrajes y más tarde en el Cine-Difusión de la Secretaría de Educación Pública (SEP), también trabajo como asistente de producción, asistente de dirección, editora y productora.
Se integró al Colectivo Cine Mujer en 1978 porque le interesaba trabajar en cine con un equipo de mujeres sobre temas específicos de la condición de las mujeres. El colectivo trabajaba a partir de la autogestión, metodología participativa con las personas filmadas y exhibición autogestiva con debate final. En ese año se realizó en la Ciudad de México un encuentro de mujeres de grupos autónomos, el registro de ese evento dio resultado al documental Es primera vez, en el que Fritz participó como sonidista y editora. 
En 1982, la Unión de Mujeres Yalaltecas, después de observar los filmes Es primera vez y Vida de angel, contactó al CCM para ver la posibilidad de que realizara un documental sobre su lucha, su comunidad y organización. Sonia Fritz y otra compañera acudieron al llamado, las autoridades municipales sugirieron que el documental incluyera algunos tópicos, la comunidad también colaboraría con el alojamiento y los alimentos, mientras que el CCM aportaría el trabajo y parte del equipo técnico, con lo que el resultado fue un filme colaborativo, mismo que se exhibió por primera vez en la cancha de la comunidad. Yalaltecas narra la vida cotidiana de las mujeres de la sierra de Oaxaca que decide luchar por sus demandas.
Posteriormente ingresó al Archivo Etnográfico Audiovisual del Instituto Nacional Indigenista para editar unas tomas que se habían generado durante la fiesta de la Guelaguetza, en la ciudad de Oaxaca. Para dar sentido a esas imágenes propuso una historia y un guion centradas en los músicos de la comunidad zapoteca Santa Catarina Albarradas, Oaxaca, que habían migrado a Ciudad Nezahualcóyotl, donde reproducían su cultura musical. El resultado fue De bandas, vidas y otros sones (1985).
Después de terminar el documental Fritz se mudó a Puerto Rico donde nació su hijo. En 1989 fundó Isla Films, una compañía abocada a la producción de audiovisuales educativos y culturales. En 1993 realizó su primer trabajo histórico, a partir de la adaptación (docudrama) del libro Luisa Capetillo: historia de una mujer proscrita de la periodista Norma Valle Ferrer (1990).
Cursó la maestría en Artes Visuales en Vermont College en Norwich University y el doctorado en Literatura del Caribe Inglés en la Universidad de Puerto Rico, recinto de Río Piedras. Es profesora en la Escuela de Comunicación Ferré Rangel de la Universidad del Sagrado Corazón.[10] Es miembro de la National Latino Independent Producers (NALIP).

## Producciones audiovisuales[10][2]
- Yalaltecas, 1983, 16 mm, color, 27 min., editora y realizadora.
- De bandas, vidas y otros sones, Sonia Fritz, Oscar Menéndez y Enríque Trigo, 60 min., Instituto Nacional Indigenísta, 1985, editora y realizadora.
- Myrna Báez, los espejos del silencio, 1989, 26 min., realizadora.
- Visa para un sueño, 1990, 27 min., realizadora.
- Puerto Rico: arte e identidad, Sonia Fritz y la Hermandad de Artistas Gráficos de Puerto Rico, 1993, realizadora.
- Luisa Capetillo: pasión de justicia, 1993, 42 min., realizadora.
- Sueños atrapados, 1994, 22 min, realizadora.
- Camino sin retorno, el destierro de María de las Mercedes Barbudo, 1996, 16 min, realizadora.
- Los santos reyes magos, 1997, 18 min, realizadora.
- Hebra rota, 1997, realizadora.
- Dulce pesadilla , Abnel , 1999, realizadora.
- Nightstand,1999, realizadora.
- El beso que me diste, 2000, 91 min, directora.
- Alianza de Mujeres Viequenses, Cruzando Fronteras, 2000, 18 min, realizadora.
- Hay golpes en la vida, 2001, 16 min, realizadora.
- Buscando a América, 2002, 25 min, realizadora.
- Caras lindas de Tite Curet Alonso, 2002, 29 min, realizadora.
- El sueño americano, puertorriqueños y mexicanos en Nueva York, 2003, 24 min., realizadora.
- Una historia común, 2004, 90 min., directora.
- Carnavales del Caribe: Puerto Rico, Trinidad y Martinica, 2004, 60 min, realizadora.
- El mundo secreto de Marina, 2008, 90 min., directora.
- Las estrellas del estuario, 2009, 60 min., directora.
- América, 2011, 97 min, realizadora.
- Music 100x35, notas de una transformación, 2013, 40 minutos, realizadora.
- 15 faros de Puerto Rico, 2015, 71 min, realizadora.
- Mona: tesoro del Caribe, 2017, 80 min., realizadora.

### Participaciones
- Anacrusa o de cómo la música viene después del silencio, Ariel Zúñiga, 1978, productora.
- Es primera vez, Ángeles Necochea, 1978, 30 minutos, sonidista y editora.
- Vida de ángel, Ángeles Necochea, 1979, 16 mm, 45 min, color, asistente de dirección y editora.
- Victoria de un pueblo en armas, Bertha Navarro et. al., 1980, editora.
- Historias prohibidas de Pulgarcito, Paul Leduc, 1981, editora.
- Pueblo de Boquilla, Ángel Madrigal, 1981, editora.
- Hotel Villa Goerne, Busi Cortés, 1981, editora.
- Conozco a las tres, Maryse Sistach, 1982-1983, editora.
- Ligia Elena, Francisco López y Abdías Mauel, 1983, editora.
- Ustedes a la media noche, Enrique Trigo Tío, 1984, editora.

## Reconocimientos
- 1986, Premio Ariel al mejor documental educativo con De bandas, vidas y otros sones.[1]
- 1994, Premio al mejor documental en el Festival de Cine de Mujeres de Mar de la Plata por Luisa Capetillo.
- 2014, Peabody Award, mejor serie documental por Latin Americans, en capítulos 1 y 2.
- Recibió el reconocimiento como Cineasta destacada por la UNESCO